# J.C. Flowers & Co
Pour les articles homonymes, voir Flowers.
J.C. Flowers & Co est une société de capital-investissement fondée en 2001. Elle est basée à New York et est dirigée par J. Christopher Flowers, un ancien associé chez Goldman Sachs.

## Investissements
JC Flowers a des participations dans :
- Enstar Group
- Shinsei Bank
- NIBC Bank
- Hypo Real Estate Group  (Allemagne) (Flowers a proposé d'acheter 24,9 % de la société)
- HSH Nordbank (Allemagne) (26,6 %)
- CBP (France - Nantes) Courtage d'assurance sur prêts

## Sources
- (en) Cet article est partiellement ou en totalité issu de l’article de Wikipédia en anglais intitulé « J.C. Flowers & Co. » (voir la liste des auteurs).